# プルック

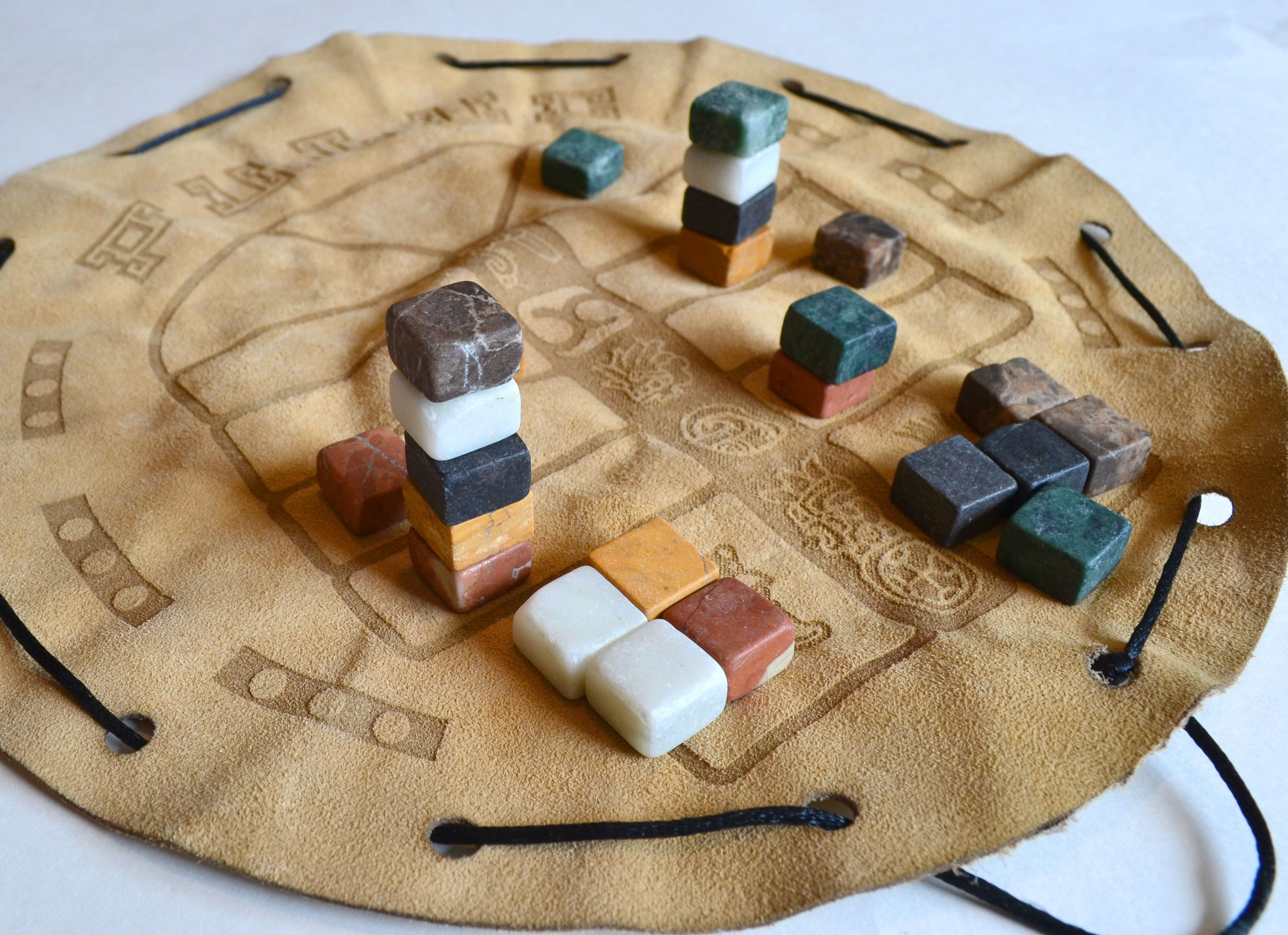
現代的にアレンジされたプルックの道具

プルック（Puluc）とは、マヤの一部の地域で行われるボードゲーム。2人で競技するゲームで、すごろくに似ているが、敵の駒を殺すことを目的とする。ベリーズのモパン族の間ではブル（Bul）と呼ばれる。フェルベークによると、アステカのパトリと共通の起源を持つ。

## ルール
ここでは、1906年のドイツのカール・ザッパーの報告をもとにR・C・ベルが記述した、ケクチ族のルールにしたがって述べる。

### 道具
ハシゴ状に11のマス目に区切られた盤を使用する。伝統的にはトウモロコシの芯を10個並べて作る。
サイコロのかわりにトウモロコシを4粒使用し、片面を黒く塗る。これを投げて、表が出た数が目になる。ただし、全部裏の場合は「5」と数える。
平たい円盤状の駒を各5枚使用し、色によって敵味方を区別する。

### ゲームの進め方
両端のマスが各人の陣地であり、最初は自陣に駒を並べる。出た目の数にしたがって駒を進める。
すでに味方の駒のいるマスに進むことはできない。
進んだ先のマスに敵の駒がいる場合、自分の駒を敵の駒の上に置き、敵を捕虜にする。その後は捕虜は一番上の駒と一緒になって動く。
駒が敵陣に達した場合（目がぴったりである必要はなく、たとえばあと2マスで敵陣というときに3が出ても構わない）、その駒と、下になっている味方の駒は自陣に戻されるが、捕虜になっている敵の駒は殺される。なお、敵陣内にいる駒を捕虜にすることはできない。
敵の駒をすべて殺すと勝ちになる。